# Мироминская
Мироминская — деревня в Вельском районе Архангельской области. Входит в состав Муниципального образования «Усть-Вельское». Имеет второе местное неофициальное название Леонтьевская.

## География
Деревня расположена в южной части Архангельской области, в таёжной зоне, в пределах северной части Русской равнины, в 8 километрах на юго-запад от города Вельска, на правом берегу реки Пежма притока Ваги. Ближайшие населённые пункты: на юго-востоке деревня Карповская.
Часовой пояс
Мироминская, как и вся Архангельская область, находится в часовой зоне МСК (московское время). Смещение применяемого времени относительно UTC составляет +3:00.

## Население
| 2002 | 2010 | 2012 | 2014 |
| ---- | ---- | ---- | ---- |
| 18   | ↗34  | ↘25  | ↗32  |

## История
Указана в «Списке населённых мест по сведениям 1859 года» в составе Вельского уезда(1-го стана) Вологодской губернии под номером «1967» как «Миронинское(Леоново)». Насчитывала 18 дворов, 50 жителей мужского пола и 80 женского. 
В материалах оценочно-статистического исследования земель Вельского уезда упомянуто, что в 1900 году в административном отношении деревня входила в состав Заручевского сельского общества Никифоровской волости. На момент переписи в селении Миронинская(Леонтьевская) находилось 31 хозяйство, в которых проживало 91 житель мужского пола и 103 женского.
В деревне находилась часовня, приписанная к приходу Заручевской Воскресенской церкви.